# La Motte-Fouquet

La Motte-Fouquet este o comună în departamentul Orne, Franța. În 1 ianuarie 2022 avea o populație de 159 de locuitori.